# 2010-es köztársaságielnök-választás Magyarországon
|                                            |                  |        |
| \| 2005 ← \| 2010. június 29. \| 2012 → \| |                  |        |
| 2005 ←                                     | 2010. június 29. | 2012 → |

| 2005 ← | 2010. június 29. | 2012 → |

|             |             |               |
|             |             |               |
| Elnökjelölt | Schmitt Pál | Balogh András |
| Párt        | Fidesz–KDNP | MSZP          |
| Szavazat    | 263         | 59            |

| Köztársasági elnök a választás előtt | Köztársasági elnök a választás után |
| Sólyom László                        | Schmitt Pál                         |

A rendszerváltás utáni ötödik köztársaságielnök-választást Magyarországon 2010. június 29-én tartották. Ahhoz, hogy valaki hivatalosan is köztársaságielnök-jelöltté válhasson, az alkotmány alapján az Országgyűlés legalább ötven tagjának írásbeli ajánlása szükséges.
Az alkotmány értelmében a Magyar Köztársaságban az 1990-es népszavazás eredményeként a köztársasági elnököt a parlament választja meg. A 2010-es választást a kormánypárt jelöltje az országgyűlés elnöke Schmitt Pál nyerte meg az ellenzéki MSZP-jelölt korábbi thaiföldi nagykövet Balogh Andrással szemben.

## Előzmény
Az elnökválasztási készülődést 2009 novemberében a konzervatív Magyar Nemzet nyitotta meg egy felvetésekből álló cikkével. Írásában az újság azt vázolta fel, hogy a népszerűségi versenyben alaposan lemaradó Szocialista Párt nem várja majd meg, hogy 2010 áprilisában elveszítse a választást, hanem még a baloldali többségű Országgyűléssel 2010 elején megválasztják majd Sólyom László utódját. Erre az Alkotmány egy hiányossága adott volna lehetőséget; az Alkotmány csak az elnök mandátumának hosszát határozta meg, de azt nem, hogy utódját mikor kell megválasztani. A lap az elnöki tisztség várományosaként nevezte meg Kovács Lászlót A Magyar Nemzet spekulációit a szocialista politikusok azonnal cáfolták. A Magyar Nemzet cikke azonban ráirányította a figyelmet Sólyom László lejáró elnöki mandátumára.
Miután a 2010-es országgyűlési választásokat a Fidesz-KDNP pártszövetség kétharmados többségben megnyerte, várható volt, hogy a kormány jelöltje megnyeri a köztársasági elnökválasztást.

## Jelöltek

### Balogh András jelölése
A 2010-es választás előtt Kovács László volt a legtöbbet emlegetett potenciális szocialista jelölt, ugyanakkor ő maga nyilvánosan jobbára elhárította az erre vonatkozó kérdéseket.
2010 után az MSZP volt az egyetlen ellenzéki párt, amely elég képviselővel rendelkezett ahhoz, hogy önálló elnökjelöltet állítson. A párt az emlékezetes 2009-es miniszterelnökjelölt-keresési folyamat után szerette volna rendezni a sorait és a nem a közvéleménynek szánt belső vitákat diszkréten rendezni. (A párt zilált helyzetét jól mutatja, hogy az elnökválasztástól való távolmaradásnak komoly tábora volt a párton belül.) Emiatt az elnökjelölt személyéről szóló egyeztetések kezdettől titkosak voltak, mindössze Vizi E. Szilveszter és Glatz Ferenc neve szivárgott ki. Az MSZP-ben több lehetséges nem MSZP-közeli jelölt is szóba került, ezek közül az első a regnáló Sólyom László volt. 2006 után a kormányzó MSZP és Sólyom László viszonya konfliktusokkal teli volt. Az MSZP részéről azért merülhetett fel az elnök újrajelölése, mert joggal remélhették, hogy 2010 után Sólyom legalább annyira kellemetlen ellenfele lesz a kormányzó Fidesznek, mint amennyire kellemetlen ellenfele volt a baloldali kormányoknak. Szanyi Tibor vetette fel Orbán Viktor spekulatív jelölését.
Az MSZP államfő-jelöltjéről a 2010. július 7-én összehívott zárt kongresszuson döntöttek. Az MSZP választmánya egyetlen jelöltet ajánlott a kongresszus figyelmébe: Balogh Andrást. A választmány szerint a döntés legfőbb szempontja volt, hogy egy köztiszteletnek örvendő, de a Szocialista Párttal értékközösséget vállaló jelöltet állítsanak.
Az ellenzéki párt kongresszusa a korábbi thaiföldi nagykövetet Balogh András történészt, egyetemi tanárt jelölte államfőnek.
A Balogh András jelölté válásához szükséges ajánló aláírásokat 2010. június 25-én adta le Mesterházy Attila, az MSZP frakcióvezetője.

### Schmitt Pál jelölése
A 2010-es választásokon győztes Fideszben hosszas vita előzte meg a jelöltállítást. A jelöltkeresési folyamatból csak kevés információ szivárgott ki. A Fidesz vélhetően már a választási győzelme után eldöntötte, hogy nem kívánják Sólyom László újabb elnöki mandátumát, helyette egy pártjukhoz jóval közelebb álló személyt részesítenének előnyben. A jelöltállítás kezdeti szakaszában  a magyar értelmiség legrangosabb szereplőinek neve merült fel (Pálinkás József, Bihari Mihály, Vizi E. Szilveszter), illetve lehetséges jelöltként szerepelt Áder János EP-képviselő is. Orbán Viktor Lázár Jánost bízta meg azzal, hogy az országgyűlési képviselőcsoport tagjaival konzultálva kutassa fel a leginkább támogatott/támogatható jelöltet. A pártvezetés figyelme májusra egyre inkább Schmitt Pál irányába fordult. Schmitt jelölését elsősorban Orbán Viktor miniszterelnök támogatta, az egykori sportdiplomata jelölése azonban nem okozott osztatlan lelkesedést a párton belül. Az egykori sportdiplomata jelölését legeltökéltebben Kövér László ellenezte, aki nem tartotta államférfiúi  személyiségnek Schmittet, illetve (később beigazolódott sejtése alapján) arra hivatkozott, hogy a Schmitt múltjában homályos és vitatható részek is vannak, amelyek a jelölt bukását okozhatják. Az Orbán-Kövér vitát végül a miniszterelnök nyerte.
A Fidesz akkori belső szabályzata szerint a pártelnök (Orbán Viktor) joga volt, hogy köztársasági elnök személyére javaslatot tegyen. Ezt Orbán Viktor – később többször is felemlegetett módon – úgy oldotta meg, hogy bulgáriai nyaralásáról levelet küldött Lázár János frakcióvezetőnek, amelyben Schmitt Pál jelöléséről tájékoztatta.
Ennek megfelelően a Fidesz és a KDNP az országgyűlés elnökét, Schmitt Pál olimpiai bajnok sportolót, sportdiplomatát jelölték. Schmitt Pál jelölése 62 kereszténydemokrata és fideszes képviselő aláírásával június 25-én hivatalossá vált.

### Nem szereztek elég támogatást
Jobbik - A párt Morvai Krisztina európai parlamenti képviselőt jelölte államelnöknek, de a szükséges mennyiségű ajánlások hiányában nem került fel a szavazólapokra. A Jobbik jelöltje mellett állt Molnár Oszkár az országgyűlés egyetlen független tagja is.
LMP - Az LMP a hivatalban lévő elnököt Sólyom Lászlót kívánta jelölni, de nekik sem sikerült összegyűjteni a szükséges számú ajánlást.

## A jelöltek meghallgatása
A 2010-es választás egyik sajátos vonása volt, hogy a kiélezett politikai hangulat ellenére az Országgyűlés pártjai gesztusokat gyakoroltak egymás jelöltjei irányában és azokat bemutatkozó beszélgetésre hívták saját frakcióik ülésére. 

## Szavazás
| Köztársasági elnökválasztás, 2010 (első forduló) | Köztársasági elnökválasztás, 2010 (első forduló) | Köztársasági elnökválasztás, 2010 (első forduló) | Köztársasági elnökválasztás, 2010 (első forduló) |
| Jelölt                                           | Jelölő párt                                      | Szavazat                                         | %                                                |
| ------------------------------------------------ | ------------------------------------------------ | ------------------------------------------------ | ------------------------------------------------ |
| Schmitt Pál                                      | Fidesz-KDNP                                      | 263                                              | 68,1                                             |
| Balogh András                                    | MSZP                                             | 59                                               | 15,3                                             |
| Nem szavazott                                    | Nem szavazott                                    | 20                                               | 5,2                                              |
| Érvénytelen szavazat                             | Érvénytelen szavazat                             | 44                                               | 11,4                                             |
| Összes szavazat                                  | Összes szavazat                                  | 366                                              | 94,8                                             |
| Összes szavazó                                   | Összes szavazó                                   | 386                                              | 100,00                                           |